# 絵入自由新聞

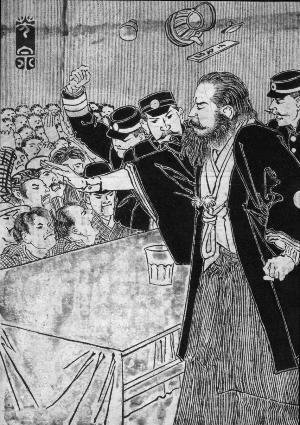
『絵入自由新聞』連載小説「恋の革命」挿絵(明治21年3月14日号)。自由民権運動家の演説が官憲によって中止させられる場面

絵入自由新聞（えいりじゆうしんぶん）は、明治時代に自由党が刊行した日刊の党機関紙のひとつで、一般大衆向けにかな付きの平易な文章と挿絵で世間の出来事を報道した。自由党機関紙自由新聞の大衆版として知られる。明治15年（1882年）9月1日創刊（久野初太郎編）、明治23年に他紙と合併して消滅した。

## 概略
1882年6月25日に、東京において自由党の自由新聞が創刊されたが、知識人階層を対象としていたため、発行部数が伸び悩んでいた。そこで、党の主義主張を庶民に浸透させることを目的として、竹内明太郎、久野初太郎（1860-1932)ら党員によって1882年9月1日に『東京絵入自由新聞』として創刊された。
新聞の特徴としては、タブロイド判,挿絵,傍訓入り等は他の小新聞と共通していたが、政治小説やコラムに自由党色を出していた。特に政治小説に定評があり、竹内明太郎、桜田百衛、坂崎紫瀾、宮崎夢柳、黒岩涙香、渡辺霞亭等の明治・大正期を代表するジャーナリスト、小説家をこの新聞から輩出した。また、挿絵の分野においても竹内田蝶や月岡芳年らが活躍した。ちなみに、校正係から記者になった富井於菟は日本で最初の女性新聞記者と言われ、紙上で婦人解放運動を連載した。最盛期の発行部数は10,000部弱で、自由新聞の3倍強の部数があった。
1884年、竹内に代わって黒岩涙香が主筆となった。同年には月岡が、ライバル紙の『自由燈』に挿絵を提供したとしてトラブルになった。自由新聞が1885年3月に廃刊になった頃から、人気に陰りが出始め、1890年11月15日に廃刊。『かみなり新聞』と合併して、『雷新聞』として再出発したが、程なくこれも廃刊になった。当時の経営者・山田藤吉郎は万朝報と合併し、主筆の黒岩を助けて同紙の経営にあたった。